# La Haye (Mancha)
La Haye é uma comuna francesa na região administrativa da Normandia, no departamento da Mancha. Estende-se por uma área de 63.81 km². Em 2010 a comuna tinha 4 107 habitantes (densidade: 64,4 hab./km²).
Foi criada em 1 de janeiro de 2016, a partir da fusão das antigas comunas de La Haye-du-Puits (sede da comuna), Baudreville, Bolleville, Glatigny, Mobecq, Montgardon, Saint-Rémy-des-Landes, Saint-Symphorien-le-Valois e Surville.